# Haruna Ikezawa
Haruna Ikezawa (池澤 春菜 Ikezawa Haruna?) es una joven seiyuu y actriz. Nació el 15 de diciembre de 1975 en Atenas, Grecia; pero es descendiente de japoneses. Es mundialmente conocida por ser la seiyuu de Athena Asamiya en la serie de videojuegos The King Of Fighters.

## Roles interpretados

### Anime
- Alice SOS (Yukari Ashikawa)
- Atashin'chi (Yukarin)
- Bakusō Kyōdai Let's & Go!! (Gō Seiba)
- The Big O (Lola)
- CLAMP School Detectives (Nagisa Azuya)
- Futari wa Pretty Cure (Porun)
- Gaiking: Legend of Daiku-Maryu (Puroisuto)
- Gals! (Miyu Yamazaki)
- Gravion series (Luna Gusuku)
- Gravitation (Noriko Ukai)
- Hamtaro (Hiroko Haruna, Torahamu-chan)
- Hōshin Engi como (Sei, ep 25)
- Karakuri Kiden Hiwou Senki (Hana)
- Kidō Shinsengumi Moeyo Ken (Kaori Okita)
- KimiKiss pure rouge (Mao Mizusawa)
- Kinda'ichi Case Files (Fumi Kinda'ichi)
- Maria-sama ga Miteru (Yoshino Shimazu)
- The Mysterious Cities of Gold (Miner)
- RESTOL, The Special Rescue Squad (Punky)
- Sgt. Frog (Momoka Nishizawa)
- Taro the Space Alien (Gōjasu)
- UFO Baby (Cristine Hanakomachi)
- Virus Buster Serge (Mirei)
- Zatch Bell! (Li-en)

### Videojuegos
- Serie de The King of Fighters (Athena Asamiya)
- SNK Heroines: Tag Team Frenzy: (Athena Asamiya)
- Tales of Xillia (Tipo)
- Tales of Xillia 2 (Tipo, Lulu)

### OVA
- The King of Fighters: Another Day (Athena Asamiya)

### Películas animada
- Keroro Gunso the Movie (Momoka Nishizawa)

### Vocaloid/Macne Series
- Macne Nana (VOCALOID3, VOCALOID4)
- Macne Nana 2s
- Macne Nana Petit (VOCALOID4)
- Macne Sasayaki